# آویشنک (گیاه)
آویشنک (نام علمی: Acinos graveolens) نام یک گونه از سرده آویشنک است.